# 랄프 글래서
랄프 글래서(Ralph Glasser 1916년 4월 3일 – 2002년 3월 6일)는 스코틀랜드의 심리학자, 경제학자, 개발 도상국 고문이자 높은 평가를 받는 자서전 3 부작의 저자였다.

## 같이 보기
- 롤로 메이
- 어빈 얄롬
- 윌리엄 글래서